# 克雷格·穆尔
克雷格·穆尔（英語：Craig Moore，2005年9月21日—）是一名蘇格蘭足球運動員，司職中場，曾效力邓迪联、布里金城和洛希聯。

## 球會生涯
克雷格·穆尔在2021年12月18日首次職業上場，在蘇格蘭足球超級聯賽作客流浪者的比賽中先發上場，最終球隊以1-0落敗，這使他成為了鄧迪聯中最年輕上場的球員，打破了約翰·蘇塔爾的紀錄，而穆爾在數個月前才度過他16歲生日。

## 國家隊生涯
穆爾曾代表蘇格蘭U17參加國際賽。

## 個人生活
卡勒姆的哥哥卡勒姆·穆尔也是一名足球員，但曾經效力的是鄧迪聯同城對手邓迪。